# Splinter (film, 2008)
Pour les articles homonymes, voir Splinter.
Splinter est un film d'horreur américain réalisé par Toby Wilkins en 2008.

## Synopsis
Pris au piège dans une station-service par un parasite qui transforme ses hôtes en d'horribles créatures épineuses, un jeune couple et un prisonnier en cavale doivent trouver un terrain d'entente pour échapper à une mort atroce...

## Fiche technique
- Réalisation : Toby Wilkins
- Scénaristes : Ian Shorr et Kai Barry
- Société de production : Indion Entertainment Group, Kish Productions
- Durée : 82 minutes
- Date de sortie ( États-Unis)
  - 31 octobre 2008
  - 14 février 2009 sur Sci-Fi Channel

## Distribution
- Shea Whigham : Dennis Farell
- Paulo Costanzo : Seth Belzer
- Jill Wagner : Polly Watt
- Rachel Kerbs : Lacey Belisle